# Đàn môi (Việt Nam)

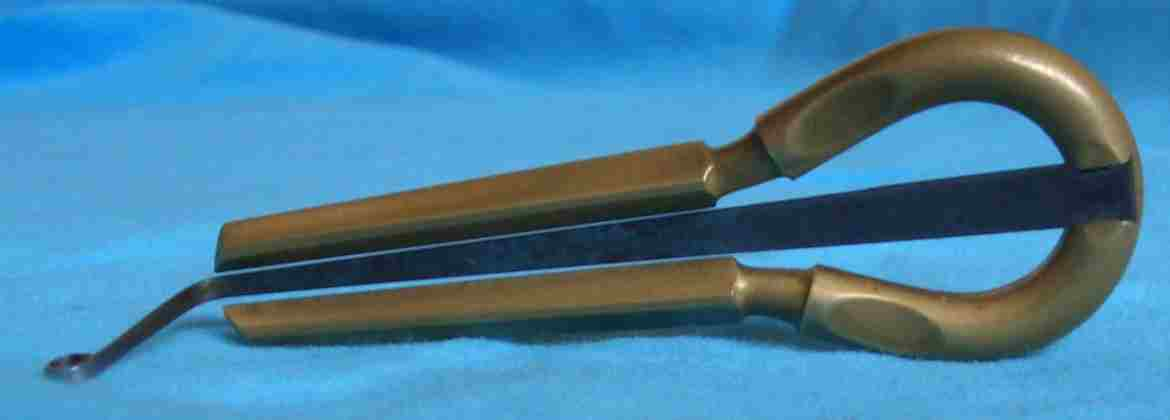
người Altai có đàn môi khomus/kamus

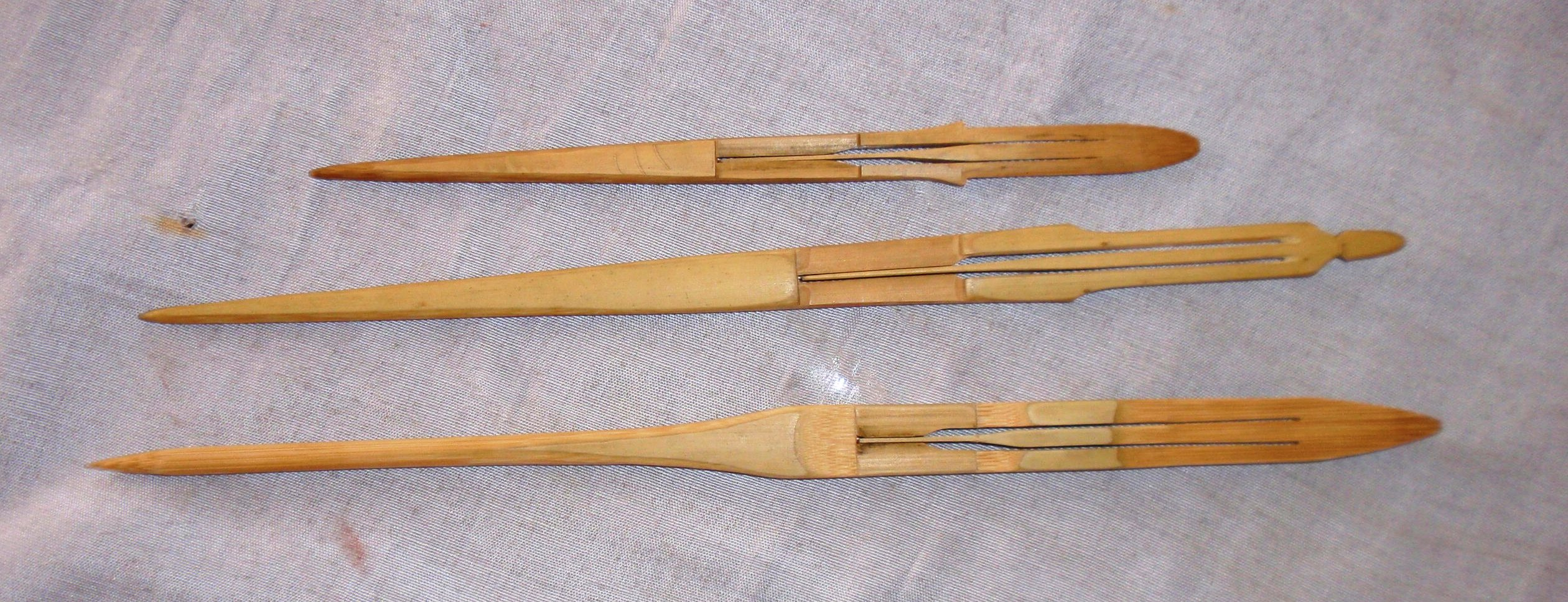
Gogona

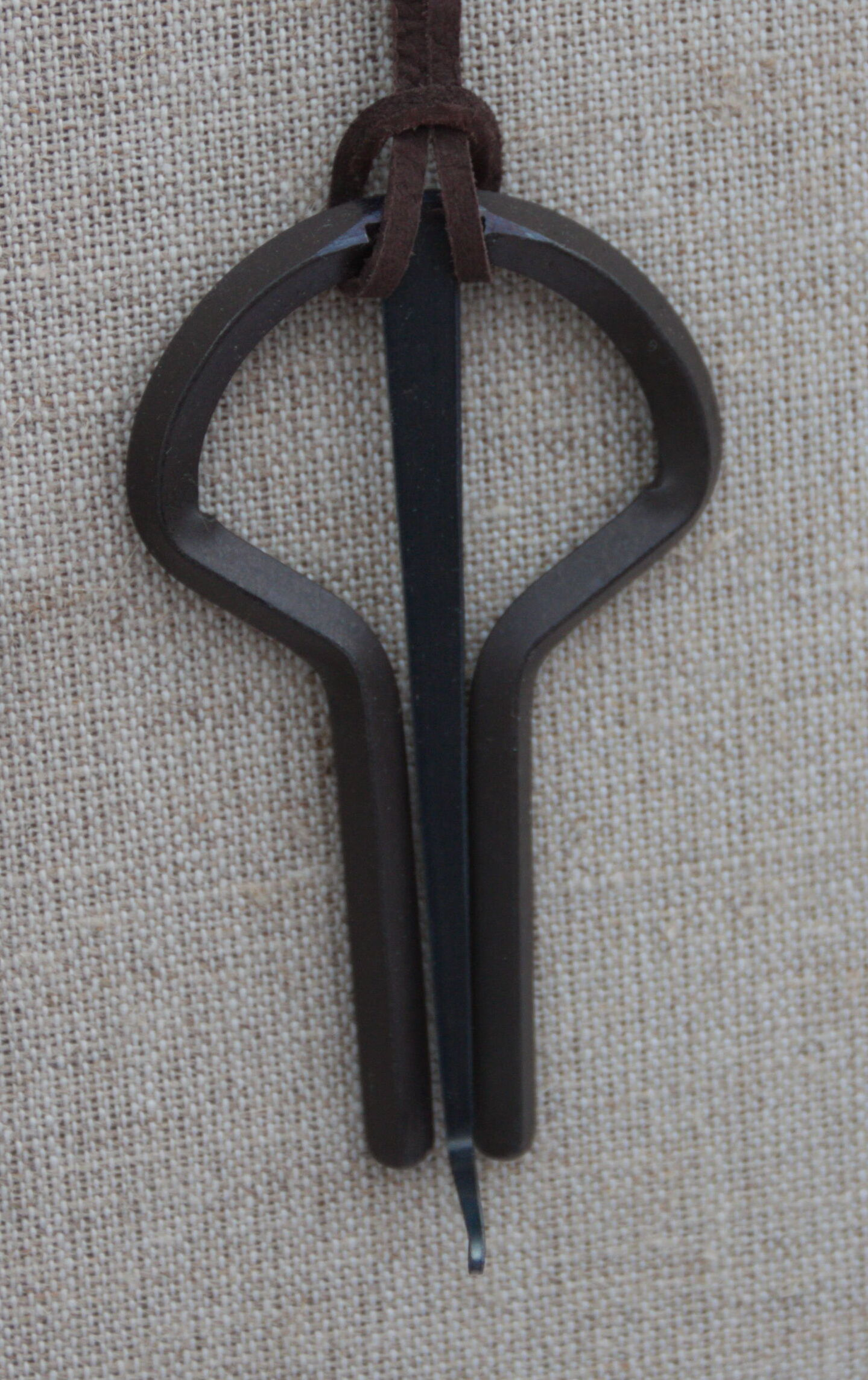
Slovak "drumbľa"

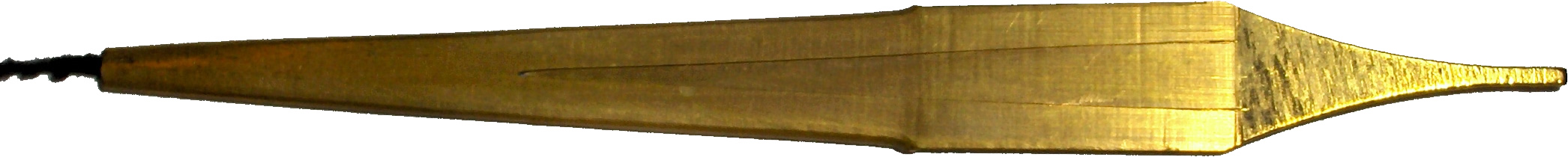
Đàn môi của các dân tộc Việt Nam

Đàn môi và bao

Đàn môi (Hán Việt: Khẩu huyền, 口弦, Bính âm:kǒu xián) để chỉ một loại nhạc cụ làm bằng tre hay kim loại, phổ biến hầu hết trong các cộng đồng dân tộc trên thế giới với nhiều tên gọi khác nhau. Người Trung Quốc gọi là khẩu huyền. Nó được sử dụng rộng rãi ở châu Á (đặc biệt là Đông Nam Á, Nam Á và Bắc Á), Châu Mỹ, Châu Đại Dương và Châu Âu, và có tương đối ít tài liệu ghi chép ở Châu Phi.

## Lịch sử

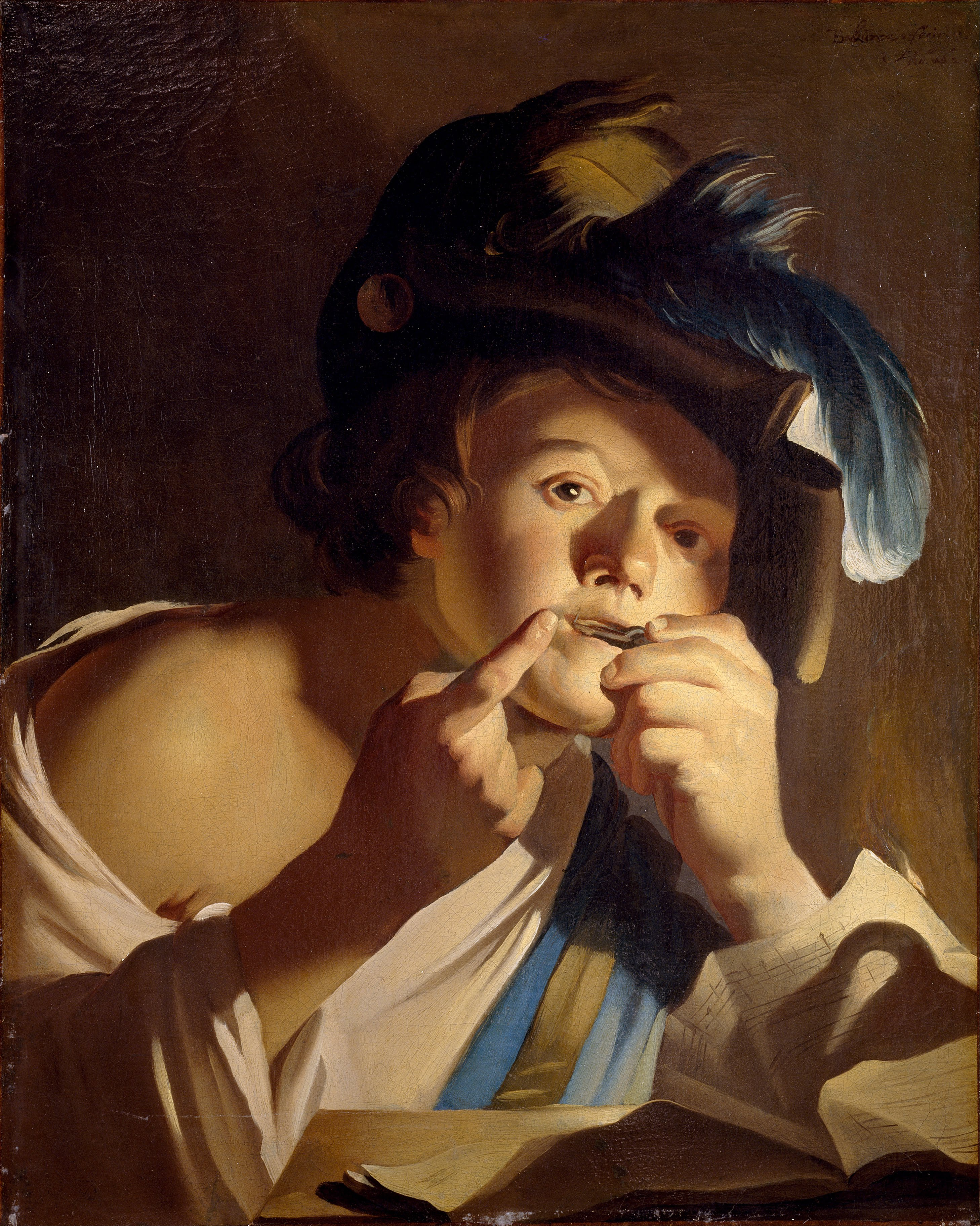
Bức tranh một nam nhạc công Do Thái chơi đàn môi, do Dirck van Baburen vẽ

Hình vẽ sớm nhất về một người nào đó chơi khẩu huyền là một bức vẽ của Trung Quốc từ thế kỷ thứ 3 trước Công nguyên, và những chiếc xương động vật cong được phát hiện ở Thạch Mão, tỉnh Thiểm Tây, Trung Quốc được cho là bằng chứng sớm nhất về sự tồn tại của nó, có từ trước đây Năm 1800 trước Công nguyên . Các phát hiện khảo cổ học về các mẫu vật còn sót lại ở châu Âu đã được khẳng định là gần như cũ, nhưng những niên đại đó đã bị thách thức cả về kỹ thuật khai quật và việc thiếu văn bản hoặc hình ảnh đương đại đề cập đến nhạc cụ.
Mặc dù nhạc cụ này được sử dụng bởi các tay sai và những người thuộc tầng lớp thấp hơn, điều này không có nghĩa là nó không đáng được xem xét bởi những người có trí tuệ tốt hơn...Khi thổi người ta giữ sợi dây hay tay cầm bằng tay trái, đặt đàn cách đôi môi một chút, đủ để không chạm vào răng. Ngón cái của tay phải bật vào đầu đàn khiến lưỡi rung lên, chuyển chấn động đến khoang miệng và vang lên trong khoang miệng. Khi thay đổi khẩu hình âm thanh sẽ phát ra khác nhau, tuy nhiên số lượng âm không nhiều, cao độ không chuẩn, hơi nhòe và nghe nhỏ. Khi lưỡi rung lên, người ta sẽ nghe thấy tiếng vo ve bắt chước tiếng ong vò vẽ, ong bắp cày và ruồi,... (nếu người ta sử dụng) một vài chiếc đàn của người Do Thái với nhiều kích cỡ khác nhau, một sự hòa hợp gây tò mò sẽ được tạo ra.— Marin Mersenne, Harmonie Universelle (1636)

Đàn môi của người Do Thái có thể được phân loại là idioglot hoặc heteroglot (dù khung và âm giai có đồng nhất với nhau hay không); bởi hình dạng của khung (que hoặc mảng bám); theo số lượng ô và liệu các ô được gảy, gõ khớp hay kéo dây.
Tại Việt Nam, xuất phát từ  đàn môi của người Hmông, đàn môi  là tên gọi chung của một loại nhạc cụ truyền thống được sử dụng rộng rãi trong các dân tộc thiểu số ở Việt Nam (bao gồm cả "Rang Leh" của người Gia Rai.).

## Từ nguyên
Có nhiều giả thiết cho nguồn gốc của cái tên nghĩa đen cho đàn môi là jew's harp (tức đàn hạc Do Thái). Việc đề cập rõ ràng đến người Do Thái hoặc dân tộc Do Thái, đặc biệt gây hiểu lầm vì nó "không liên quan gì đến dân tộc Do Thái; nó cũng không giống một cây đàn hạc trong cấu trúc và hình dáng". Trong tiếng Sicily, nó được dịch là Marranzanu hoặc Mariolu; cả hai đều là những thuật ngữ xúc phạm người Do Thái và cũng được tìm thấy trong tiếng Ý  và tiếng Tây Ban Nha.  Trong tiếng Đức, nó được gọi là Maultrommel, tạm dịch là trống miệng. Theo Từ điển tiếng Anh Oxford, tên gọi này xuất hiện sớm nhất trong tác phẩm của Walter Raleigh là Khám phá Guiana năm 1596, đánh vần là "Iewes Harp". Biến thể "hàm" được chứng thực ít nhất là sớm nhất là vào năm 1774  và 1809,  biến thể "juice" chỉ xuất hiện vào cuối thế kỷ 19 và 20.
Người ta cũng cho rằng cái tên này bắt nguồn từ tiếng Pháp jeu-trompe có nghĩa là 'kèn đồ chơi'. Trong tiếng Pháp, jeu, phát âm giống như jew với chữ "j" / "zh" mềm, có nghĩa là trò chơi. Từ tiếng Pháp hiện tại cho nhạc cụ là guimbarde. Wedgwood, một nhà từ nguyên học người Anh, đã viết vào năm 1855 rằng nguồn gốc từ jeu harpe phản đối thành ngữ tiếng Pháp, trong đó "nếu hai danh từ cơ bản được kết hợp với nhau, danh từ định tính luôn là danh từ cuối cùng. Cả hai giả thiết — rằng cái tên đó là sự thay đổi của  hàm  hoặc jeu - được OED mô tả là "thiếu bất kỳ bằng chứng hỗ trợ nào."  OED nói rằng, "ít nhiều lý do thỏa đáng có thể được phỏng đoán: ví dụ như nhạc cụ thực sự được làm, bán hoặc nhập khẩu vào Anh bởi người Do Thái, hoặc có ý định như vậy; hoặc nó được cho là do người Do Thái, gợi ý về những con át chủ bài và đàn hạc được đề cập trong Kinh thánh, và do đó được coi là một cái tên thương mại hay". OED cũng tuyên bố rằng "sự liên kết của nhạc cụ với người Do Thái xảy ra, cho đến nay được biết, chỉ bằng tiếng Anh."   Tuy nhiên, thuật ngữ này cũng được sử dụng trong tiếng Đan Mạch với tên jødeharpe  

## Phân loại
Khẩu huyền Trung Quốc có thể bao gồm nhiều chiếc được ghép lại với nhau ở một đầu và lan truyền trong một chuỗi hình quạt. Chúng có thể được làm từ tre hoặc hợp kim kim loại, chẳng hạn như đồng thau. Khẩu huyền hiện đại có ba hoặc nhiều chiếc có thể được điều chỉnh theo một vài âm đầu tiên của thang ngũ giác nhỏ.
Khẩu huyền có khả năng bắt nguồn từ châu Á. Mặc dù được chơi trên khắp Trung Quốc, nhưng nó đặc biệt phổ biến trong các nhóm dân tộc không phải người Hán ở Tây Nam Trung Quốc, như Vân Nam, Quảng Tây và Quý Châu. Khẩu huyền của Trung Quốc có nhiều tên địa phương được đặt cho nhạc cụ này; một tên khác gọi là hoho.
Gọi đàn môi là do thói quen gọi lâu ngày ở Việt Nam. Thật ra nhạc cụ chưa hẳn là đàn, bởi vì các nhà nghiên cứu phân tích nó theo nhiều cách khác nhau. Người Trung Quốc cho rằng, đàn môi là nhạc cụ dây vì có lưỡi là dây rung, khoang miệng là bộ phận tăng âm. Vốn dĩ gọi theo nghĩa đen theo chữ Hán, trong đó khẩu (口 - chỉ cái miệng) và huyền (弦- tức dây đàn). Cũng có cá nhân cho rằng đàn môi là nhạc cụ hơi vì chiếc lưỡi làm nhiệm vụ lưỡi gà như trong khèn hay sênh. Quan điểm thứ 3 cho rằng nó là nhạc cụ tự thân vang, nguồn âm thanh xuất phát từ chiếc lưỡi rung toàn thân.
Nếu chấp nhận đàn môi là nhạc cụ dây thì ta có quyền gọi nó là đàn.

## Cấu tạo
Đàn môi Việt Nam thường làm bằng 1 miếng đồng dát mỏng hay mảnh tre vót mỏng tạo dáng chiếc lá tre. Người ta cắt một chiếc lưỡi dài theo chiều thân đàn, phần đầu lưỡi rời ra chỉ còn phần gốc dính vào thân đàn. Chiếc lưỡi này là bộ phận rung của nhạc cụ. Phần cuối thân đàn có buộc 1 sợi dây hay có 1 tay cầm.

## Sử dụng
Các nhà nghiên cứu dân tộc học suy đoán từ truyền thuyết rằng nó xuất hiện vào cuối thời kỳ đồ đá mới. Thời kỳ Tiền Tần gọi là "Thi kinh-Tiểu nhã: Xảo ngôn như hoàng". Trong triều đại nhà Đường và nhà Tống, có "trúc hoàng", "thiết hoàng", "thiết diệp hoàng". Tên được gọi trong triều đại nhà Minh và nhà Thanh và bây giờ thường được gọi là "khẩu huyền". Nó được phổ biến rộng rãi ở các vùng dân tộc thiểu số của Trung Quốc, và các nhóm dân tộc khác nhau có tên gọi khác nhau.
Đàn môi (khẩu huyền) là một trong những nhạc cụ của của các dân tộc thiểu số, thường được dùng làm vật giao duyên cho nam nữ thanh niên. Khẩu huyền  thường được đựng trong một ống tre nhỏ với hoa văn tinh tế trên bề mặt ống tre có thể mang theo để chơi ở những nơi cần thiết.

## Tương tự
Trên thế giới nhiều nước cũng có đàn môi với tên gọi khác và chất liệu làm đàn cũng khác so với loại đàn môi ở Việt Nam hay khẩu huyền của Trung Quốc, một ví dụ là Jew's harp, phổ biến ở Châu Âu.